# Takuya Kawaguchi
Takuya Kawaguchi (jap. 川口 卓哉 Kawaguchi Takuya; ur. 11 października 1978) – japoński piłkarz występujący na pozycji obrońcy.

## Kariera klubowa
Od 1997 do 2003 roku występował w klubach Shonan Bellmare, Tokyo Verdy i Consadole Sapporo.